# Bomolocha obductalis
Bomolocha obductalis là một loài bướm đêm trong họ Noctuidae.